# Donacaula nilotica
Donacaula nilotica (лат.) — вид чешуекрылых насекомых из семейства огнёвок-травянок (Crambidae). Встречается в Палеарктике.

## Распространение
Европа (Болгария, Греция, Румыния). Ближний Восток, Марокко, Египет, Иран, Израиль, Саудовская Аравия и Китай.

## Описание
Молевидные чешуекрылые небольших размеров, достигают размаха крыльев от 14 до 32 миллиметров. Передние крылья желтоватые с чёрными пятнами и белым пятном, окруженным чёрными на поперечной жилке. Задние крылья беловатые с поперечным рядом коричневатых пятен сзади. Бабочки летают весной и летом около водоёмов в оазисах. Гусеница полуводная, развивается в листьях (которые минируют) и в стеблях. Среди кормовых растений отмечены такие представители: тростник (семейство Злаки) и другие.